# Genki Kawamura

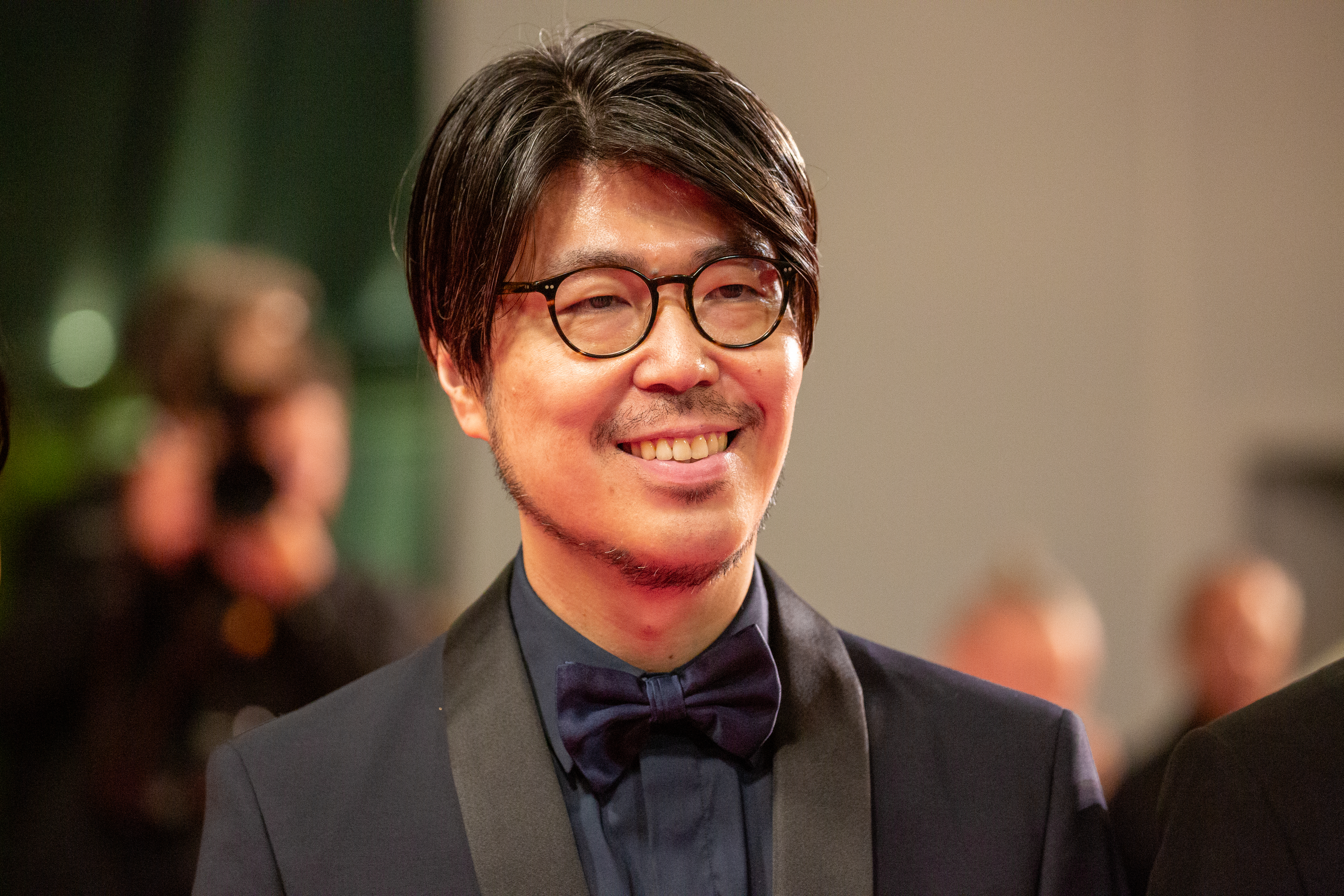
Genki Kawamura (2025)

Genki Kawamura (jap. 川村 元気, Kawamura Genki; * 12. März 1979 in Yokohama, Präfektur Kanagawa, Japan) ist ein japanischer Filmproduzent, Drehbuchautor und Autor. Sein erster Roman Wenn alle Katzen von der Welt verschwänden gilt als Bestseller und wurde erfolgreich verfilmt.

## Karriere
Kawamura studierte an der Sophia-Universität in Tokio Journalismus. Er produzierte anschließend Filme und erhielt 2011 als jüngster Preisträger den „Fujimoto Award“, der an herausragende Filmproduzenten verliehen wird.
In einem Interview mit Morgane Chinal-Dargent für The Japan Society gab er an, dass er sich vorwiegend als Filmschaffender sehe, aber sein erster Roman Wenn alle Katzen von der Welt verschwänden beinhalte eine Geschichte, die nicht in einem Film erzählt werden könne und deshalb habe er sich entschieden, das Buch zu schreiben. Der 2012 erschienene, zur Post-Desaster-Literatur von Fukushima (shinsaigo bungaku) zählende Roman wurde in Japan mit über 1,2 Millionen verkauften Exemplaren ein Bestseller und nahm bei dem japanischen Großen Preis der Buchhändler 2013 den Platz 8 ein. Vier Jahre später entstand der Film If Cats Disappeared from the World, der auf Kawamuras Roman beruht.
2022 gewann er auf dem wichtigsten Filmfest Spaniens, dem Internationalen Filmfestival von San Sebastian, mit seinem Film A Hundred Flowers (Hyakka), der auf seinem gleichnamigen Roman beruht, den Preis des besten Regisseurs, die Silberne Muschel. Damit wurde er der erste japanische Filmschaffende, der diesen Preis gewann. Neben der Regie wirkte er in über 30 Filme als Produzent.
2025 wurde sein von einem gleichnamigen Video-Spiel inspirierter Film Exit 8 zu den Internationalen Filmfestspielen von Cannes eingeladen.

## Filmografie (Auswahl)
- 2012: Ame & Yuki – Die Wolfskinder (おおかみこどもの雨と雪, Ōkami Kodomo no Ame to Yuki) (Produzent)
- 2015: Der Junge und das Biest (バケモノの子 Bakemono no ko) (Produzent)
- 2016: Your Name. – Gestern, heute und für immer (君の名は Kimi no na wa) (Produzent)
- 2016: If Cats Disappeared from the World (世界から猫が消えたなら Sekai kara neko ga kietanara) (Drehbuch)
- 2018: Mirai – Das Mädchen aus der Zukunft (未来のミライ Mirai no mirai) (Produzent)
- 2018: Duality (Regisseur)
- 2019: Weathering With You – Das Mädchen, das die Sonne berührte (天気の子 Tenki no Ko) (Produzent)
- 2021: Belle (竜とそばかすの姫 Ryū to Sobakasu no Hime) (Produzent)
- 2022: A Hundred Flowers (百花 Hyakka) (Regisseur)
- 2022: Suzume (すずめの戸締まり Suzume no Tojimari) (Produzent)
- 2023: Die Unschuld (怪物 Kaibutsu) (Produzent)
- 2025: Exit 8 (8番出口 8-Ban deguchi) (Regisseur, Drehbuchautor)[7]

## Romane
- 世界から猫が消えたなら (Sekai Kara Neko ga Kieta Nara). Magajin House, Tokio 2012, ISBN 978-4-8387-2502-1.
  - Wenn alle Katzen von der Welt verschwänden Roman. Aus dem Japanischen übersetzt von Ursula Gräfe,C. Bertelsmann, München 2018, ISBN 978-3-570-10335-7.
- 百花 (Hyakka). Bungeishunjun 2019.
  - One Hundred Flowers. Ithaka Press, London 2025, ISBN 978-1-80418-959-7.